# Protonemura algirica
Protonemura algirica is een steenvlieg uit de familie beeksteenvliegen (Nemouridae). De wetenschappelijke naam van de soort is voor het eerst geldig gepubliceerd in 1956 door Aubert.